# أل ووكر
أل ووكر (بالإنجليزية: Al Walker)‏ هو مدرب كرة سلة أمريكي، ولد في 19 مارس 1959 في كوينز في الولايات المتحدة.